# ITunes Session
EPs par Kelly Clarkson
The Smoakstack Sessions
Singles
1. I'll Be Home for Christmas
Sortie : 2 décembre 2011

iTunes Session est le titre de la seconde extended play (maxi) de la chanteuse américaine Kelly Clarkson. L'EP sera commercialisée le 23 décembre 2011 en Australie et le 27 décembre 2011 aux États-Unis,. La sortie de l'album est précédée par celle du single de Noël "I'll Be Home for Christmas", lancé le 2 décembre 2011,,. Le titre se classe à la 93e position du Billboard Hot 100 à sa sortie et à la 16e position du Billboard Holiday Songs avec 24 000 exemplaires vendus.

## Liste des titres
| No | Titre                            | Auteur                                                        | Producteur(s) | Durée |
| -- | -------------------------------- | ------------------------------------------------------------- | ------------- | ----- |
| 1. | Mr. Know It All                  | Brian Seals, Ester Dean, Brett James, Dante Jones             |               | 3:33  |
| 2. | Stronger (What Doesn't Kill You) | Jörgen Elofsson, Ali Tamposi, David Gamson, Greg Kurstin      |               | 3:24  |
| 3. | You Can't Win                    | Kelly Clarkson, Josh Abraham, Oliver Goldstein, Felix Bloxsom |               | 3:50  |
| 4. | Never Again                      | Clarkson, Jimmy Messer                                        |               | 4:03  |
| 5. | Since U Been Gone                | Max Martin, Luke Gottwald                                     |               | 3:10  |
| 6. | Why Don't You Try                | Eric Hutchinson                                               |               | 4:15  |
| 7. | My Life Would Suck Without You   | Martin, Gottwald, Claude Kelly                                |               | 3:08  |
| 8. | I'll Be Home for Christmas       | Walter Kent, Buck Ram                                         |               | 2:53  |
| 9. | Interview                        |                                                               |               | 35:17 |

## Performance commerciale
| États-Unis | 85 |

| États-Unis | 13 000 |

## Historique des sorties
| Pays        | Date             | Label                    | Format               |
| ----------- | ---------------- | ------------------------ | -------------------- |
| Australie   | 23 décembre 2011 | Sony Music Entertainment | Téléchargement légal |
| États-Unis  | 27 décembre 2011 | RCA Records              | Téléchargement légal |
| Royaume-Uni | 27 décembre 2011 | RCA Records              | Téléchargement légal |